# Mysingen
Mysingen is een baai in de Scherenkust van Stockholm. Mysingen ligt tussen Utö, Muskö en Nynäshamn in. In Mysingen ligt maar één eiland: Mysingeholm. Het is een belangrijke waterweg om naar Stockholm of naar Nynäshamn te gaan. 

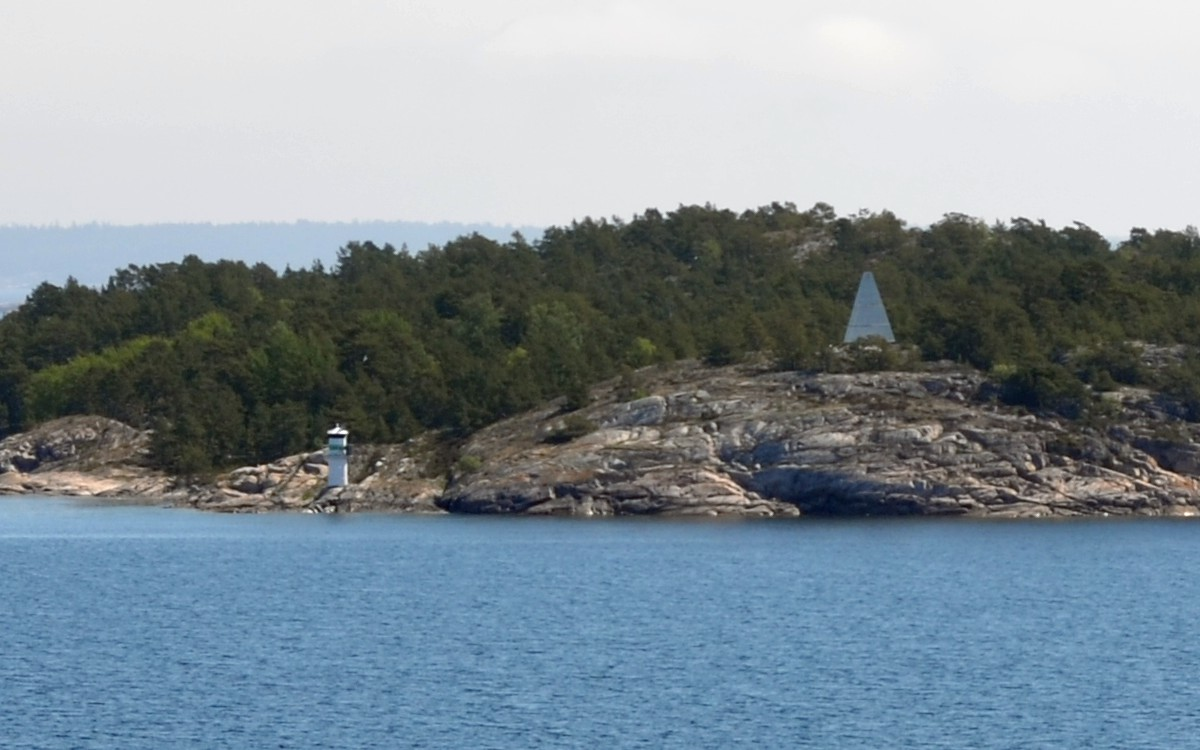
Mysingeholm